# Secretos (álbum de División Minúscula)
Secretos es el primer EP y quinta producción discográfica de la banda mexicana de rock alternativo, División Minúscula editado de manera independiente en Monterrey, México; salió al mercado el 15 de julio de 2016. Después de 4 años de ausencia, la banda mexicana trabajó nuevamente en una producción de la mano de su líder, Javier Blake, también de Brian McTernan quien estuvo a cargo de la producción; McTernan ya había trabajado con la banda en División.
Las grabaciones empezaron en el mes de septiembre de 2015. La idea principal de la banda era la de trabajar con una compañía discográfica, sin embargo, el grupo decidió editar el material de manera independiente ya que, con esto, se evitarían crear 12 o más pistas musicales que es un requisito de las compañías. Inicialmente se pensó en crear un álbum con 10 canciones, pero finalmente cambiaron a 5 por diversas razones, entre ellas, porque es más fácil para los seguidores y fanes escuchar un material de 5 canciones a uno de 12, también por el hecho de que «hay tracks que se van perdiendo o las personas piensan que sirven de relleno». McTernan y Blake trabajaron en la producción de disco, este último, supervisando toda la composición musical, es decir, las letras, el sonido, los acordes, entre otros aspectos.
El EP consta de 5 pistas musicales, siendo «Frenesí» el primer sencillo. «Miss Terrorista» es una canción basada en los sonidos clásicos de los años 1980, mientras que «Sin Nombre» figura como la canción más tranquila del álbum con sonidos melancólicos. Es un álbum más evolucionado y completo con muchas características de los demás trabajos musicales, representa básica y generalmente la esencia de la banda. Según la banda, Secretos es «el material más maduro de toda su carrera».
La banda promocionó el nuevo material con una gira llamada Secretos Tour por varios países de Sudamérica, entre ellos, Perú, Chile, Colombia y Argentina. También giraron en América del Norte, más específicamente en los Estados Unidos y México, en este último en el Auditorio Nacional; en Europa tocaron en varias localidades de España.

## Lista de temas
1. «Día de Juicio»
2. «Frenesí»
3. «Miss Terrorista»
4. «Sin Nombre»
5. «Secretos»

## Integrantes
- Javier Blake - Voz/Guitarra
- Alex Luque - Bajo/Coros
- Kiko Blake - Batería/Coros
- Efrén Barón - Guitarra rítmica
- Ricci Pérez - Guitarra líder
- Rodrigo Monfort - Teclados (invitado)